# لواءاوات
اللَّوَّاءاوات (الاسم العلمي: Picinae) هي أسرة من الطيور تتبع فصيلة النقارية الحقيقية من الرتبة نقاريات الشكل.

## أجناس
اضم هذه الأسرة من الطيور جنساً وحيداً هو:
- اللَّوَّاء